# Barão de Capivari
Barão de Capivari é um título criado por D. Pedro II do Brasil por decreto de 15 de novembro de 1846, em favor a Joaquim Ribeiro de Avelar.
Titulares
1. Joaquim Ribeiro de Avelar;
2. Porfírio Pereira Fraga.